# Ahmed Gaïd Salah
Ahmed Gaïd Salah (en árabe: أحمد قايد صالح , Ain Yagout, en la actualidad wilaya de Batna, 13 de enero de 1940-Argel, 23 de diciembre de 2019) fue un oficial general del Ejército Nacional Popular de Argelia (ENPA).
Desde el 3 de agosto de 2004, ocupó el cargo de jefe de Estado Mayor del ENP manteniendo el récord de permanencia en el puesto. A partir de septiembre de 2013, también ejerció de viceministro de Defensa. Fue reelegido en el gobierno de Sellal IV, el gobierno de Tebboune y el gobierno de Ouyahia. Asimismo asumió el control de los servicios secretos. En abril de 2019 fue una persona clave para lograr la dimisión del presidente Bouteflika con objeto de intentar frenar la presión popular del movimiento Hirak que también reclamaba su dimisión. Cuatro días antes de su muerte, el 19 de diciembre asistió a la investidura del nuevo presidente de Argelia Tebboune.

## Biografía
Ahmed Gaïd Salah nació el 13 de enero de 1940 en Ain Yagout, en la actualmente denominada wilaya de Batna, radicada en la región del Aurès. Combatió por la independencia de Argelia cuando tenía 17 años y se graduó en la Academia Militar de Artillería Vystrel (URSS). Su carrera militar tiene pocas hazañas gloriosas como fellaga o como líder militar (las regiones bajo su mando militar en la lucha contra el terrorismo islamista eran zonas tranquilas). Sin embargo, fue ascendiendo en el escalafón militar y se le consideraba cercano a las tropas, que visitaba con frecuencia.

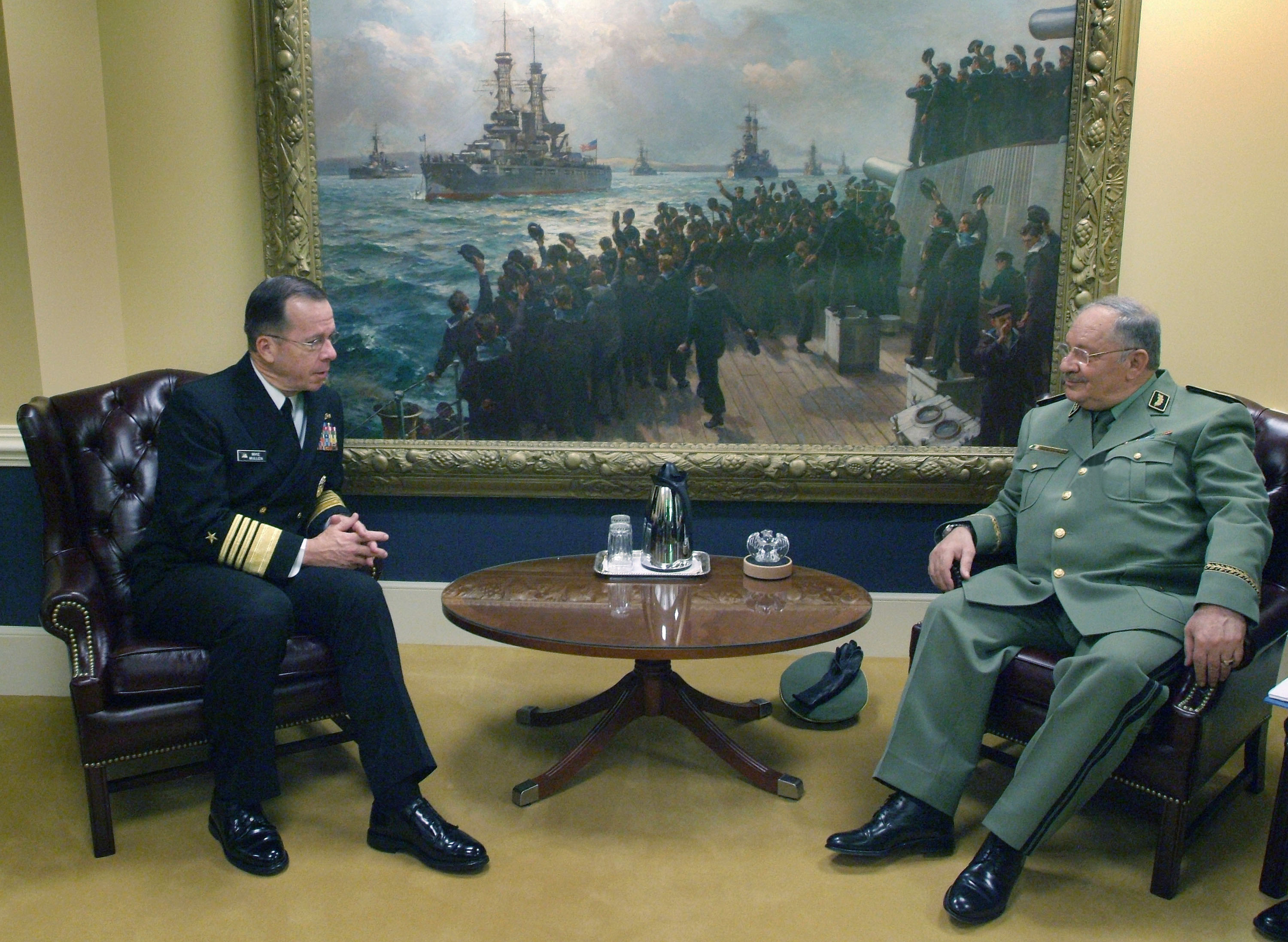
Reunido con Mike Mullen, jefe de Operaciones Navales de los Estados Unidos (2006).

En 2004, fue nombrado por Buteflika jefe del Estado Mayor del Ejército, reemplazando a Mohamed Lamari, quien gozaba de gran influencia y no era íntimo del presidente. En 2013, Gaïd Salah fue nombrado viceministro de Defensa.
De acuerdo con la familia Bouteflika, se encuentra entre quienes obtuvieron en 2015 la jubilación del jefe del poderoso Departamento de Inteligencia y Seguridad (DRS) Mohamed Mediène. En términos generales, Gaïd Salah supervisa la transformación del ejército, que era independiente del poder político y árbitro del juego político, en un ejército más retirado en cuestiones políticas y bajo el control del poder político civil.
Presentado como un «amigo cercano de Saïd Bouteflika» o «de fidelidad inquebrantable al presidente», Gaïd Salah apoyó la reelección de Abdelaziz Bouteflika en 2014. Con la enfermedad de Bouteflika, se convirtió en el principal actor del régimen y su representante en los medios de comunicación. También se le consideró la persona clave que a raíz de las protestas iniciadas en Argelia contra el quinto mandato de Bouteflika, el 26 de marzo de 2019 reclamó la inhabilitación de Bouteflika a través del artículo 102 de la constitución.
Su yerno Abdelghani Zaalane fue ministro de Transportes entre 2017 y 2019. Durante la crisis relacionada con la candidatura de Abdelaziz Bouteflika en las elecciones presidenciales de 2019, Zaalane fue nombrado director de campaña de Bouteflika.
Desde principios de abril, Gaïd Salah asumió también el mando de los servicios secretos argelinos, la DRS, que pasó a depender del ejército —hasta entonces dependía de la presidencia— tras la dimisión de su responsable, el general Athmane Tartag.
Falleció a los setenta y nueve años a consecuencia de una crisis cardíaca el 23 de diciembre de 2019 en el hospital militar Ain Naadja, en la capital argelina. La presidencia argelina anunció que el general Saïd Chengriha, jefe del Estado Mayor del ejército de tierra, asumiría sus funciones de inmediato y se decretaron tres días de duelo nacional.

### Carrera
- 2013   : nombrado viceministro de Defensa
- 2006   : ascendido a general de cuerpo.
- 2004   : nombrado Jefe del Estado Mayor del Ejército Nacional Popular
- 1994   : nombrado comandante de las fuerzas terrestres
- 1993   : ascendido a Mayor General
- Comandante de la 2.ª región militar
- Comandante de la 3.ª región militar
- Subcomandante de la 5.ª región militar
- Comandante del sector sur operacional Tinduf en la 3.ª región militar
- Comandante de la Escuela de Capacitación de Oficiales de Reserva (Blida, Primera Región Militar)
- Comandante del centro del sector operacional (Bordj Lotfi, 3.ª región militar)
- Comandante de brigada
- Comandante del Grupo de Artillería.

## Carrera ministerial
- 11 de septiembre de 2013-13 de marzo de 2014, viceministro de Defensa Nacional y jefe de Estado Mayor (Gobierno Abdelmalek Sellal II)
- 29 de abril de 2014-14 de mayo de 2015, viceministro de Defensa Nacional (Gobierno Abdelmalek Sellal III)
- 14 de mayo de 2015, viceministro de Defensa Nacional y jefe de Estado Mayor (Gobierno Abdelmalek Sellal IV)

## Condecoraciones
- Primera clase de la Orden Nacional del Mérito.
- Medalla del Ejército de Liberación Nacional.
- Medalla del Ejército Nacional Popular.
- Medalla del mérito militar
- Medalla de honor